# Kragujevac Wild Boars 2022
Questa voce raccoglie le informazioni riguardanti i Kragujevac Wild Boars nelle competizioni ufficiali della stagione 2022.

## Prva Liga 2022

### Stagione regolare
| Kragujevac 27 marzo 2022, ore 14:00 1ª giornata | Kragujevac Wild Boars | 42 – 0 referto | Jagodina Black Hornets | Stadion Čika Dača |

| 2 aprile 2022 2ª giornata | Požarevac Pastuvi | 6 – 41 | Kragujevac Wild Boars |  |

| 16 aprile 2022, ore 12:30 3ª giornata | Kragujevac Wild Boars | 33 – 35 referto | Beograd Vukovi |  |

| 7 maggio 2022, ore 15:00 5ª giornata | Kragujevac Wild Boars | 54 – 12 referto | Kikinda Mammoths |  |

| 21 maggio 2022, ore 14:00 6ª giornata | Kragujevac Wild Boars | 21 – 0 | Belgrade Blue Dragons |  |

| 4 giugno 2022 7ª giornata | Novi Sad Wild Dogs | 0 – 35 | Kragujevac Wild Boars |  |

### Playoff
| 25 giugno 2022, ore 17:00 Semifinale | Kragujevac Wild Boars | 37 – 0 referto | Belgrade Blue Dragons |  |

| 10 luglio 2022 Serbian Bowl | Beograd Vukovi | 24 – 17 referto | Kragujevac Wild Boars |  |

## Statistiche di squadra
| Competizione      | %Vittorie | In casa | In casa | In casa | In casa | In casa | In casa | In trasferta | In trasferta | In trasferta | In trasferta | In trasferta | In trasferta | Totale | Totale | Totale | Totale | Totale | Totale |
| Competizione      | %Vittorie | G       | V       | N       | P       | Pf      | Ps      | G            | V            | N            | P            | Pf           | Ps           | G      | V      | N      | P      | Pf     | Ps     |
| ----------------- | --------- | ------- | ------- | ------- | ------- | ------- | ------- | ------------ | ------------ | ------------ | ------------ | ------------ | ------------ | ------ | ------ | ------ | ------ | ------ | ------ |
| Stagione regolare | .833      | 4       | 3       | 0       | 1       | 150     | 47      | 2            | 2            | 0            | 0            | 76           | 6            | 6      | 5      | 0      | 1      | 226    | 53     |
| Playoff           | .500      | 1       | 1       | 0       | 0       | 37      | 0       | 1            | 0            | 0            | 1            | 17           | 24           | 2      | 1      | 0      | 1      | 54     | 24     |
| Totale            | .750      | 5       | 4       | 0       | 1       | 187     | 47      | 3            | 2            | 0            | 1            | 93           | 30           | 8      | 6      | 0      | 2      | 280    | 77     |